# Ortholasma colossus
Espèce
Ortholasma colossus est une espèce d'opilions dyspnois de la famille des Nemastomatidae.

## Distribution
Cette espèce est endémique de Californie aux États-Unis. Elle se rencontre dans les comtés de Tulare et de Fresno.

## Description

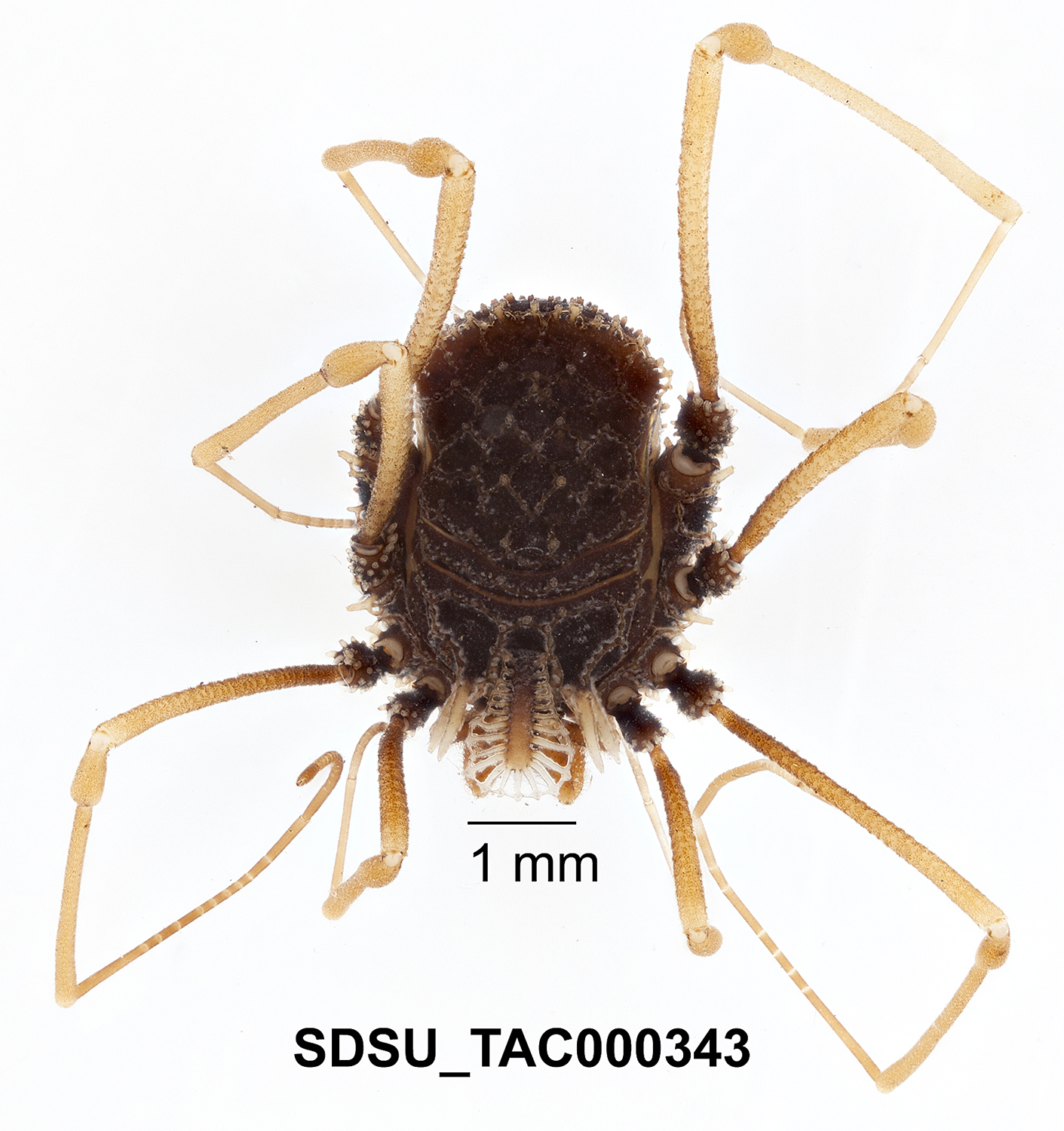
Ortholasma colossus

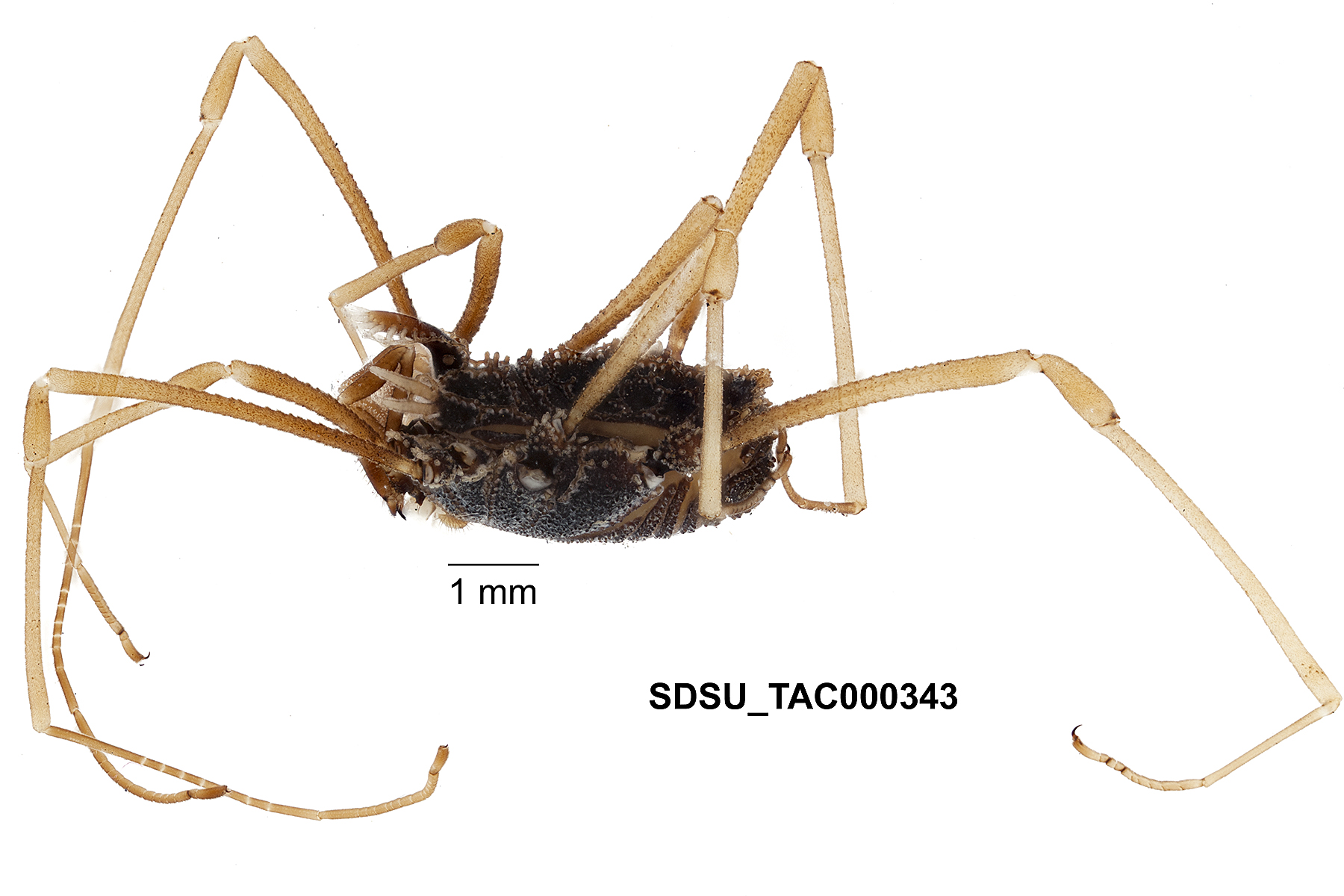
Ortholasma colossus

Le mâle holotype mesure 4,5 mm et la femelle paratype 6,6 mm.

## Systématique et taxinomie
Cette espèce a été décrite par Shear en 2010.

## Publication originale
- Shear, 2010 : « New species and records of ortholasmatine harvestmen from México, Honduras, and the western United States (Opiliones, Nemastomatidae, Ortholasmatinae). » ZooKeys, vol. 52, p. 9–45.